# Pachalik de Silistra
1593–1864
Entités précédentes :
- Pachalik de Roumélie (partie)

Entités suivantes :
- Vilayet du Danube

Le pachalik, eyalet ou beylerbeylik de Silistra est une province de l'Empire ottoman formée en 1593 par subdivision de la province de Roumélie, initialement sur le territoire de l'ancien Despotat de Dobroudja, ensuite étendue le long des côtes de la mer Noire de part et d'autre des bouches du Danube, depuis les bouches du Dniepr au nord, dans l'actuelle Ukraine, jusqu'à Andrinople au sud, et le long de la rive sud (droite) du bas-Danube vers l'ouest jusque dans l'actuelle Serbie.

## Histoire
Le premier gouverneur (beylerbey) du pachalik de Silistra est le khan de Crimée, vassal de l'Empire ottoman. Il réside, selon les époques, à Silistra (aujourd'hui en Bulgarie), mais plus souvent à Özi (près de l'actuelle Odessa en Ukraine), et de ce fait on parle aussi de pachalik ou eyalet d'Özi, parfois d'Özü, d'Oçak ou d'Otchakov (orthographié aussi Otchakoff, Otchakiv ou Oczaków). Au cours du XVIIe siècle, le pachalik est étendu vers le nord-est dans le Yedisan, vers le sud jusqu'à Andrinople (Edirne). Il comprend l'importante forteresse d'Akkerman (ville actuelle de Bilhorod-Dnistrovskyï) et joue un rôle stratégique important dans les guerres qui opposent l'Empire ottoman à ses principautés tributaires mais non soumises, Valachie et Moldavie, dans les guerres polono-turques, puis russo-turques.
Après une série de défaites contre les Russes, la perte du Yedisan en 1792 par le traité d'Iași et du Boudjak (Bessarabie) en 1812 par le traité de Bucarest entraînent un repli vers la rive sud du Danube. En 1811, 10 000 à 12 000 Tatars Nogaï quittent la Crimée pour la Dobroudja. En 1812, une autre vague de Tatars du Boudjak quitte la Bessarabie pour se fixer dans la Dobroudja alors encore ottomane.
Au début du XIXe siècle, la ville de Roussé (en turc : Rusçuk) a environ 30 000 habitants, 9 mosquées, un archevêque grec, ainsi que des manufactures de laine, coton, mousseline et maroquin, et un commerce important sur le Danube ; c'est une des deux résidences du sandjakbey de Niğbolu (Nicopolis). Silistra, capitale de la province, compte environ 20 000 habitants turcs, tatars, valaques, bulgares, pontiques, roms et juifs romaniotes ou séfarades, avec 2 mosquées, plusieurs églises orthodoxes et synagogues ; Varna, principal port, compte 16 000 habitants avec 12 mosquées et des églises orthodoxes ; seul port en eau profonde de la province, elle a une activité importante de commerce et de pêche.
Le pachalik d'Andrinople (Edirne) est détaché de celui de Silistra en 1830.
Vers 1850, les Tatars de Dobroudja forment un petit khanat autonome ; le géographe roumain Ion Ionescu de la Brad (en) estimé la population tatare de la province à 2 225 familles avec pour capitale Çatal-Osman (ro). Selon le même auteur, la Dobroudja compte environ 8 194 familles chrétiennes dont 3 251 d'origine valaque, 2 285 d'origine bulgare et gagaouze, 1 427 d'origine pontique et 1 231 d'origine lipovène.
Pendant la guerre de Crimée, le nord de la province est envahi par l'armée impériale russe qui fait le siège de Silistra d'avril à juin 1854. Le tsar Nicolas Ier s'inquiète des réactions de l'Autriche et surtout des Britanniques et Français qui ont débarqué un corps expéditionnaire à Varna, et il retire ses troupes de la province, mais celles-ci pillent et dévastent la région que le médecin français Camille Allard trouve quasi-désertée en 1855.
En 1864, pendant les réformes administratives du Tanzimat, le pachalik de Silistra est regroupé avec celui de Niš et celui de Vidin dans une nouvelle structure, le vilayet du Danube (Ton Ili), sous un gouverneur réformateur, Midhat Pacha (futur grand vizir). Le système du vilayet sera étendu à tout l'Empire en 1867.
La présence de communautés musulmanes en Roumanie et en Bulgarie, turques et tatares, pour beaucoup réfugiées ici en 1792 et 1812 en provenance des régions perdues au nord des bouches du Danube, est un héritage de l'ancienne domination ottomane dans cette région.

## Divisions administratives

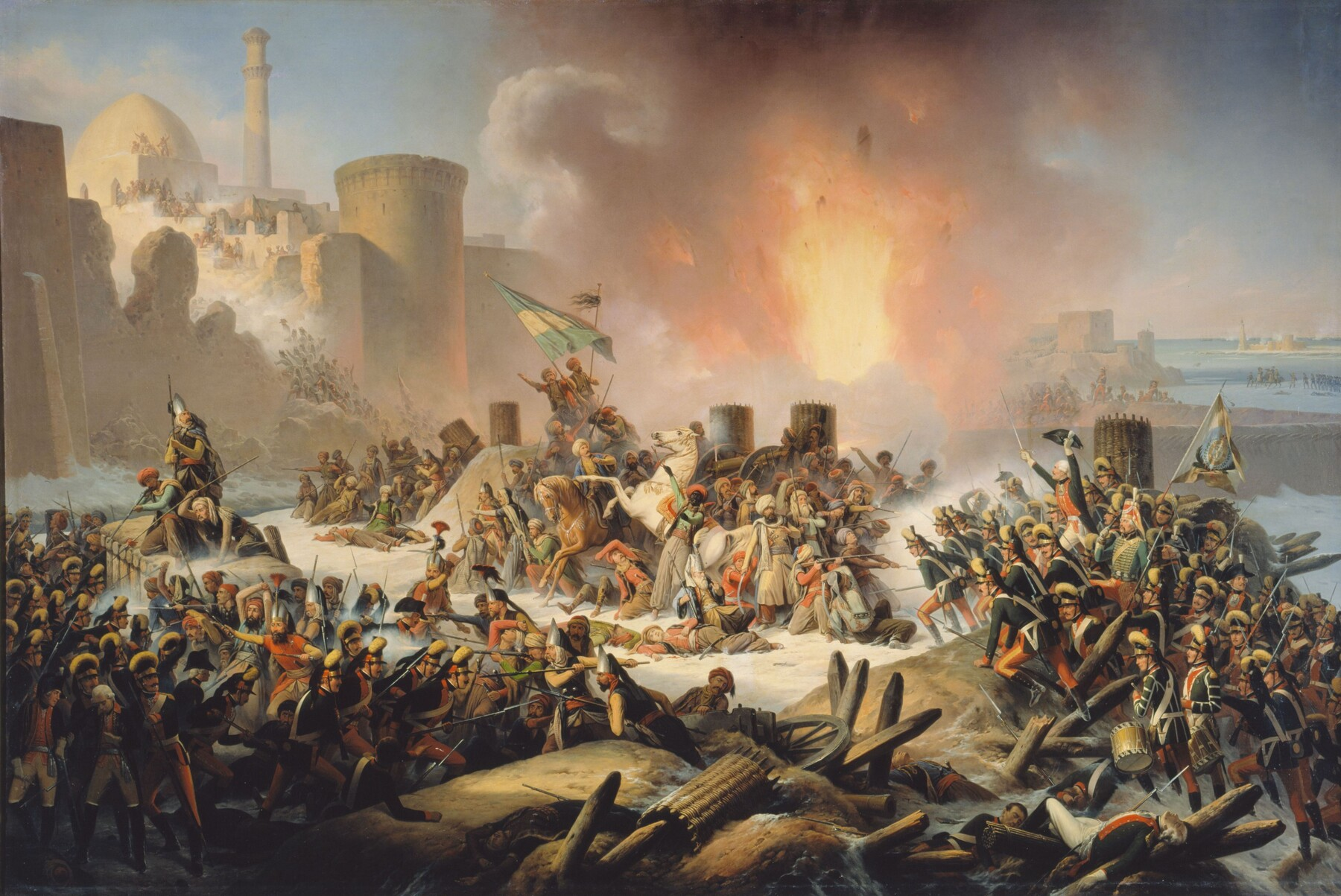
Siège d'Oçak (Otchakoff ou Otchakiv) par les Russes en 1788 (par Janvier Suchodolski, 1853). Le drapeau au centre (groupe assiégé de Janissaires et de Tatars) est celui du Khanat de Crimée.

Selon le Sancak Tevcih Defteri (liste des sandjaks), entre 1700 et 1730, le pachalik comprenait 8 sandjaks :
1. Sandjak d'Özi (ou Oçak), appelé « sandjak du pacha »
2. Sandjak de Silistrie
3. Sandjak de Vidin
4. Sandjak de Niğbolu (Nikopolis)
5. Sandjak de Kırk Kilise (Saranta Eklisies)
6. Sandjak de Çirmen (Orménion)
7. Sandjak de Tağan geçidi (Syrmie) (jusqu'en 1699)
8. Sandjak de Vize (Byze)

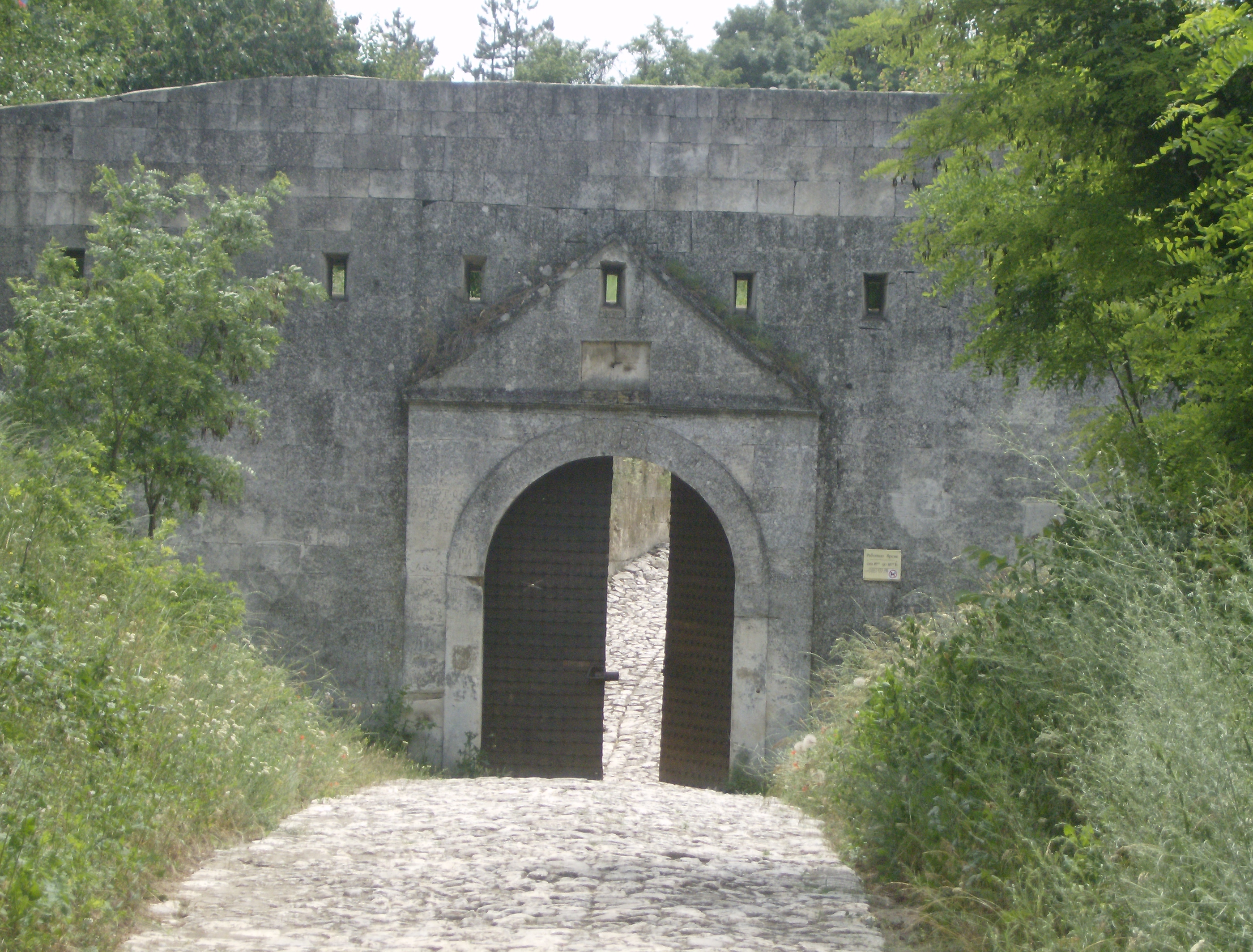
Fort de Silistra, milieu du XIXe siècle.

Au début du XIXe siècle, le pachalik comptait 6 sandjaks : 
1. Sandjak de Niğbolu
2. Sandjak de Çirmen ; en 1829, sa capitale est transférée à Edirne (Andrinople)
3. Sandjak de Vize
4. Sandjak de Kırk Kilise
5. Sandjak d'Akkerman (ou du Boudjak, jusqu'en 1812)
6. Sandjak de Vidin

## Gouverneurs
- 1615 ? Iskender Pacha (en)
- v. 1621-1623 : Khan Temir, fondateur de la Horde Nogaï du Boudjak (en), ancêtre de la famille Cantemir
- 1631-printemps 1632 : Abaza Mehmed Pacha
- Printemps 1632 - ? : Murtaza Pacha
- v. 1657 : Melek Ahmed Pacha
- v. 1683 : Mustafa Pacha

### Sources et bibliographie
- (en) Cet article est partiellement ou en totalité issu de l’article de Wikipédia en anglais intitulé « Silistra Eyalet » (voir la liste des auteurs) dans sa version du 5 février 2016.